# Cellefrouin
Cellefrouin est une commune du Sud-Ouest de la France, située dans le département de la Charente (région Nouvelle-Aquitaine).
Ses habitants sont les Cellefrouinais et les Cellefrouinaises.

## Géographie

### Localisation et accès
Cellefrouin est une commune du Nord-Est de la Charente située 6 km à l'ouest de Saint-Claud et 33 km d'Angoulême. Elle est la plus étendue du canton de Mansle.
Le bourg de Cellefrouin est à 10 km de Chasseneuil-sur-Bonnieure, 11 km de Champagne-Mouton, 17 km de Mansle et 21 km de Ruffec.
La commune est traversée d'est en ouest par la D 739 de Fontafie en direction de Rochefort entre Saint-Claud et Mansle qui traverse le bourg. Un réseau de routes départementales secondaires et de routes communales relient la commune aux communes voisines ; la D 36, la D 62, la D 91 se croisent près du bourg. La D 175 passe au sud-est à Chavagnac.
Les gare les plus proches sont celle de Chasseneuil, desservie par des TER à destination d'Angoulême et de Limoges (bus entre 2018 et 2025), et Ruffec pour la relation entre Angoulême et Poitiers.

### Hameaux et lieux-dits
Plus de cinquante hameaux sont disséminés sur toute l'étendue de la commune.
Le hameau le plus important de la commune est Chavagnac, situé dans le sud-est, sur la route de Chasseneuil. Parmi les autres hameaux : le Temple, dans le nord-est de la commune ; les Pradelières, près de la route de Mansle ; Lascoux, sur la route de Saint-Claud ; le Madinteau et les Forges, dans le nord-ouest ; le Lac et Fonfaix, dans l'est ; Goutibert, sur la route de Beaulieu ; Chez Cherves ; les Ages ; le Maschinet, près du Son ; la Merlière ; Puychétif ; l'Homme de l'Épine, dans le nord, etc..

### Communes limitrophes
| Ventouse | Beaulieu-sur-Sonnette | Parzac              |
| Valence  | Cellefrouin           | Saint-Claud         |
| La Tâche | Saint-Mary            | Lussac, Chasseneuil |

### Géologie et relief
Le sol est calcaire et date du Jurassique moyen (Bajocien, Bathonien et Callovien à l'ouest). Les plateaux, sur une grande partie centrale de la commune, sont recouverts d'altérite et d'argile à silex, dépôts du tertiaire,,.
Le Son parcourt toute la commune de l'est à l'ouest, dans une belle vallée, et la partage en deux parties à peu près équivalentes. La vallée est dominée de chaque côté par des plateaux élevés. Le point culminant de la commune est à une altitude de 189 m, situé au sud de la commune dans le Bois de Bel-Air. Le point le plus bas est à 81 m, situé sur le Son à la limite ouest. Le bourg est à 96 m d'altitude.

### Végétation
Les bois couvrent plus du quart de la superficie totale et s'étendent principalement dans le sud, pour former le bois de Bel-Air.

### Hydrographie

#### Réseau hydrographique
La commune est située dans le bassin versant de la Charente au sein  du Bassin Adour-Garonne. Elle est drainée par la Sonnette, le ruisseau des Bourgons et un bras du Son, qui constituent un réseau hydrographique de 14 km de longueur totale,.
Le Son parcourt toute la commune de l'est à l'ouest.
La Sonnette passe en limite nord-ouest de la commune. D'une longueur totale de 22,3 km, elle prend sa source dans la commune de Saint-Laurent-de-Céris et se jette  dans la Son-Sonnette à Ventouse, après avoir traversé 7 communes.
Le ruisseau des Bourgons, affluent du Son-Sonnette coulant vers l'ouest, prend sa source dans la commune au sud du bourg dans le bois de Bel-Air. Le bourg comporte deux belles fontaines.

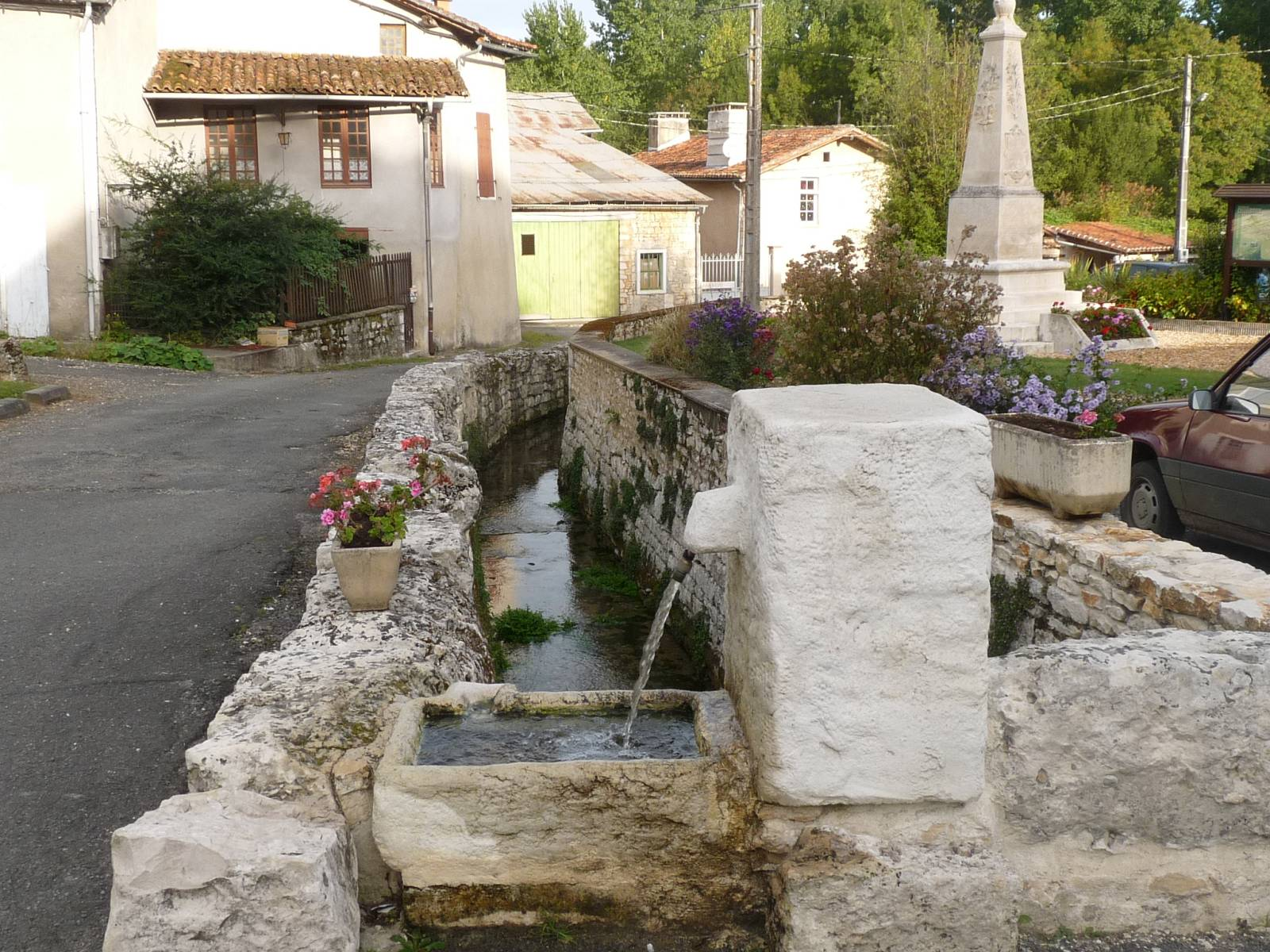
Fontaine près de l'église, alimentée par une pompe électrique.
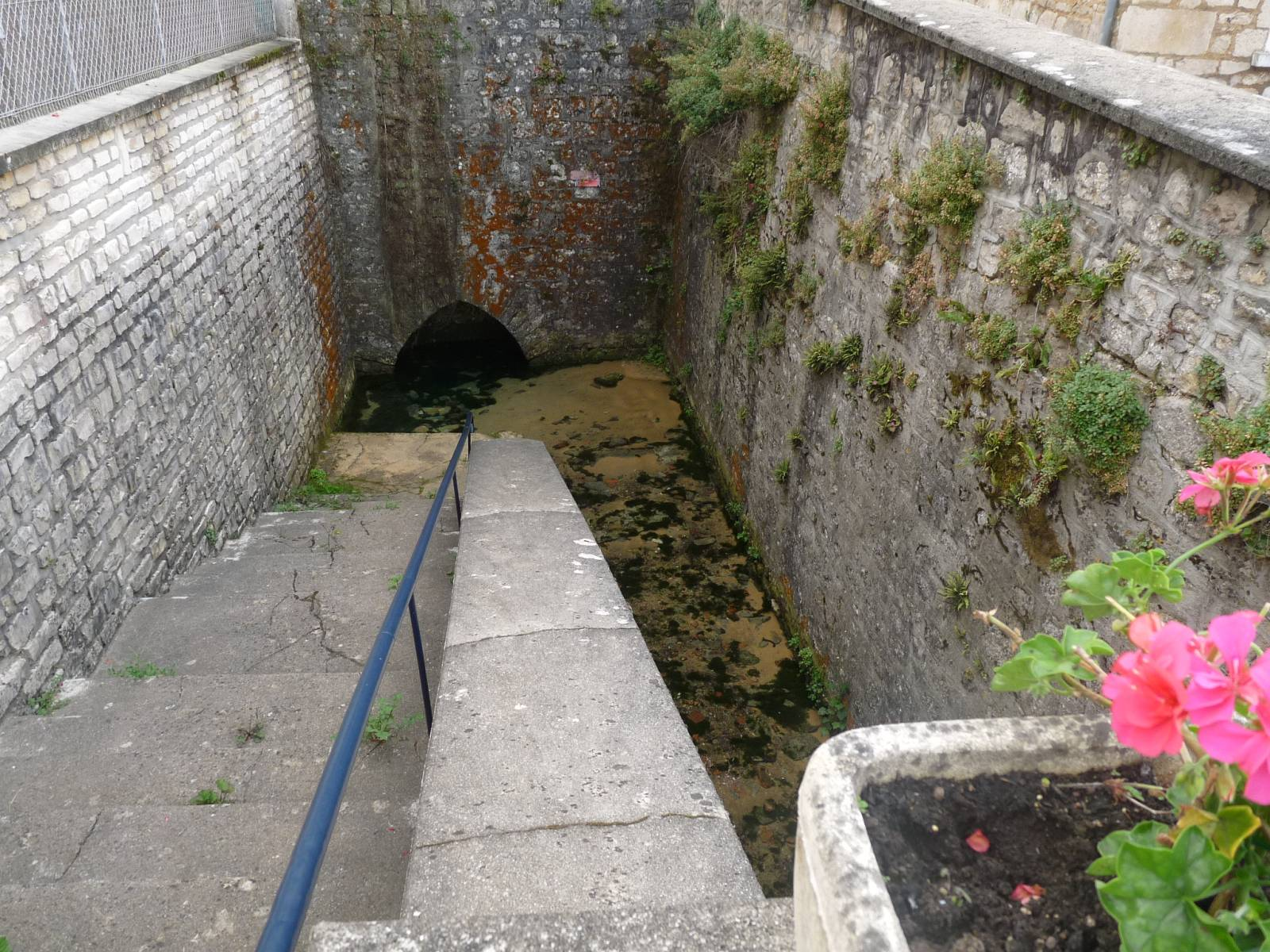
Fontaine et lavoir au pied du coteau, près de l'église et de la mairie.
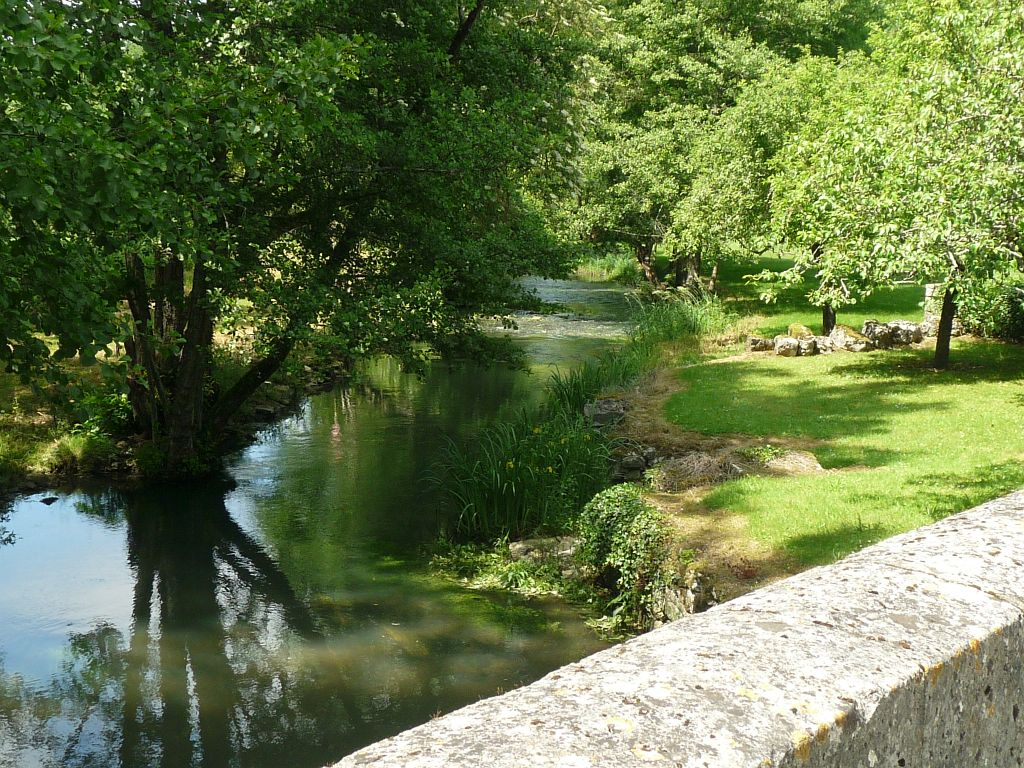
Le Son à Cellefrouin.
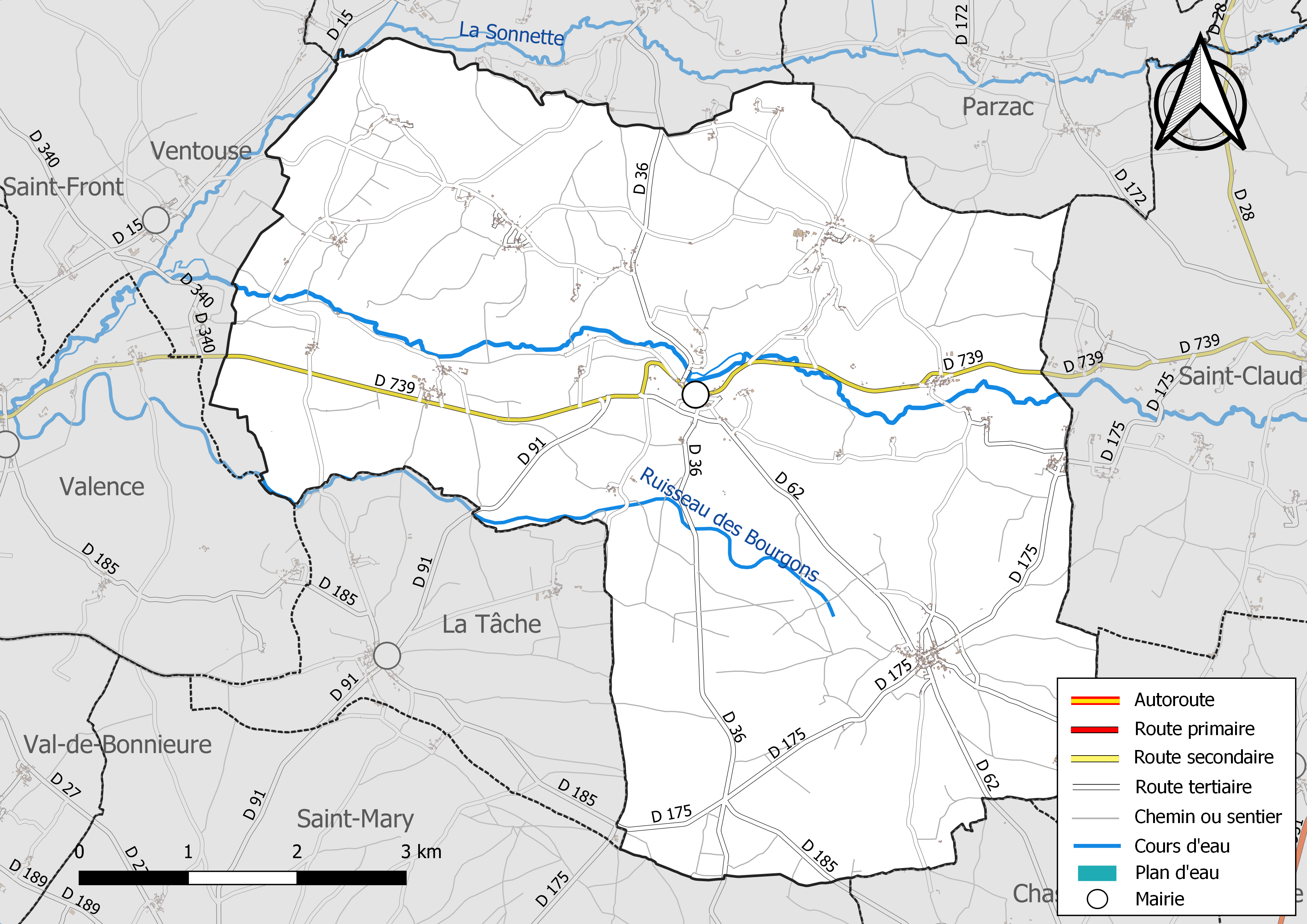
Réseaux hydrographique et routier de Cellefrouin

#### Gestion des cours d'eau
Le territoire communal est couvert par le schéma d'aménagement et de gestion des eaux (SAGE) « Charente ». Ce document de planification, dont le territoire correspond au bassin de la Charente, d'une superficie de 9 300 km2, a été approuvé le 19 novembre 2019. La structure porteuse de l'élaboration et de la mise en œuvre est l'établissement public territorial de bassin Charente. Il définit sur son territoire les objectifs généraux d’utilisation, de mise en valeur et de protection quantitative et qualitative des ressources en eau superficielle et souterraine, en respect des objectifs de qualité définis dans le troisième SDAGE  du Bassin Adour-Garonne qui couvre la période 2022-2027, approuvé le 10 mars 2022.

### Climat
Comme dans les trois quarts sud et ouest du département, le climat est océanique aquitain.

## Urbanisme

### Typologie
Au 1er janvier 2024, Cellefrouin est catégorisée commune rurale à habitat très dispersé, selon la nouvelle grille communale de densité à 7 niveaux définie par l'Insee en 2022.
Elle est située hors unité urbaine et hors attraction des villes,.

### Occupation des sols
L'occupation des sols de la commune, telle qu'elle ressort de la base de données européenne d’occupation biophysique des sols Corine Land Cover (CLC), est marquée par l'importance des territoires agricoles (63,4 % en 2018), en augmentation par rapport à 1990 (62,2 %). La répartition détaillée en 2018 est la suivante : 
terres arables (36,7 %), forêts (34,4 %), prairies (15,6 %), zones agricoles hétérogènes (11,1 %), milieux à végétation arbustive et/ou herbacée (1,5 %), zones urbanisées (0,7 %). L'évolution de l’occupation des sols de la commune et de ses infrastructures peut être observée sur les différentes représentations cartographiques du territoire : la carte de Cassini (XVIIIe siècle), la carte d'état-major (1820-1866) et les cartes ou photos aériennes de l'IGN pour la période actuelle (1950 à aujourd'hui).

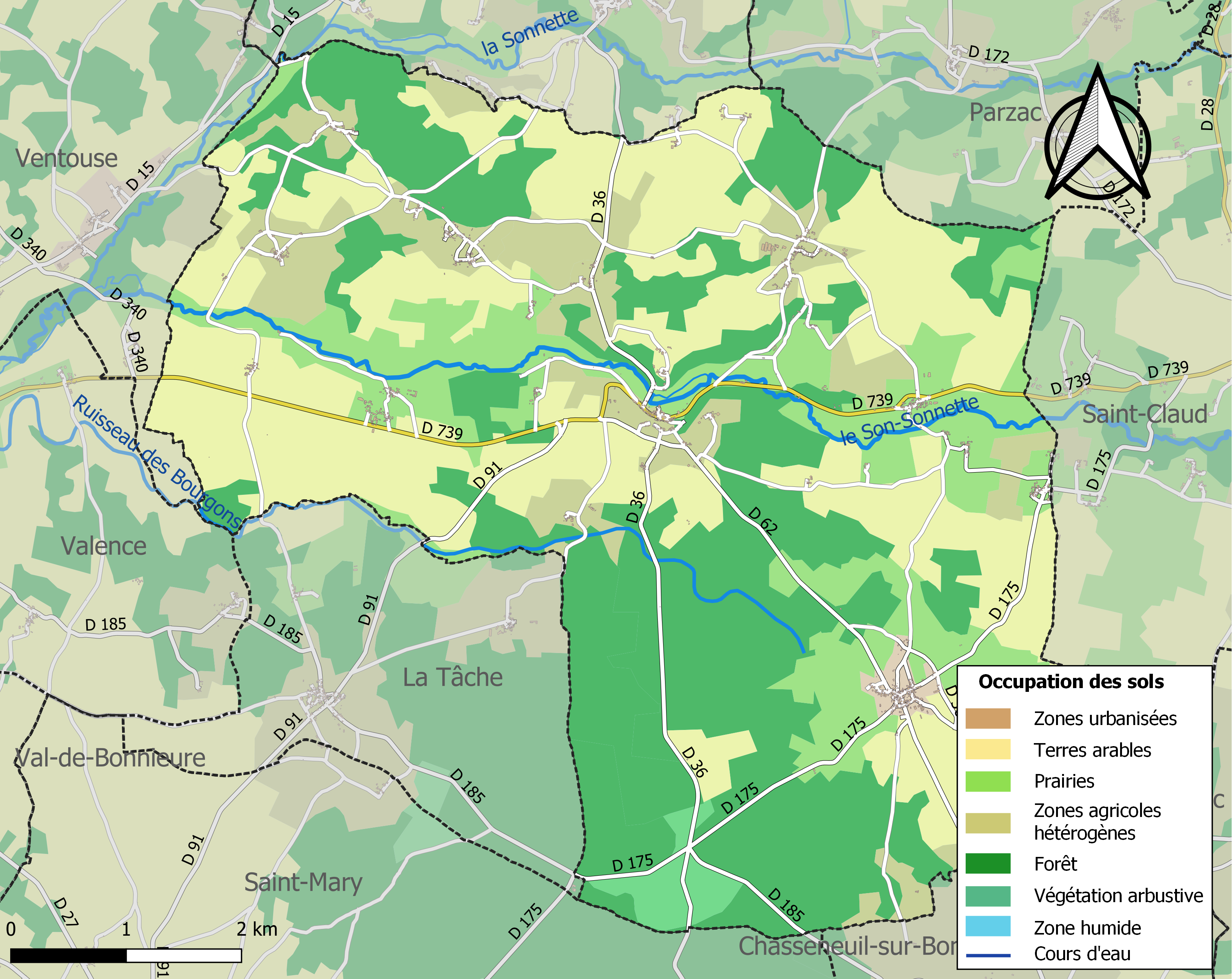
Carte des infrastructures et de l'occupation des sols de la commune en 2018 (CLC).

### Risques majeurs
Le territoire de la commune de Cellefrouin est vulnérable à différents aléas naturels : météorologiques (tempête, orage, neige, grand froid, canicule ou sécheresse) et séisme (sismicité modérée). Un site publié par le BRGM permet d'évaluer simplement et rapidement les risques d'un bien localisé soit par son adresse soit par le numéro de sa parcelle.

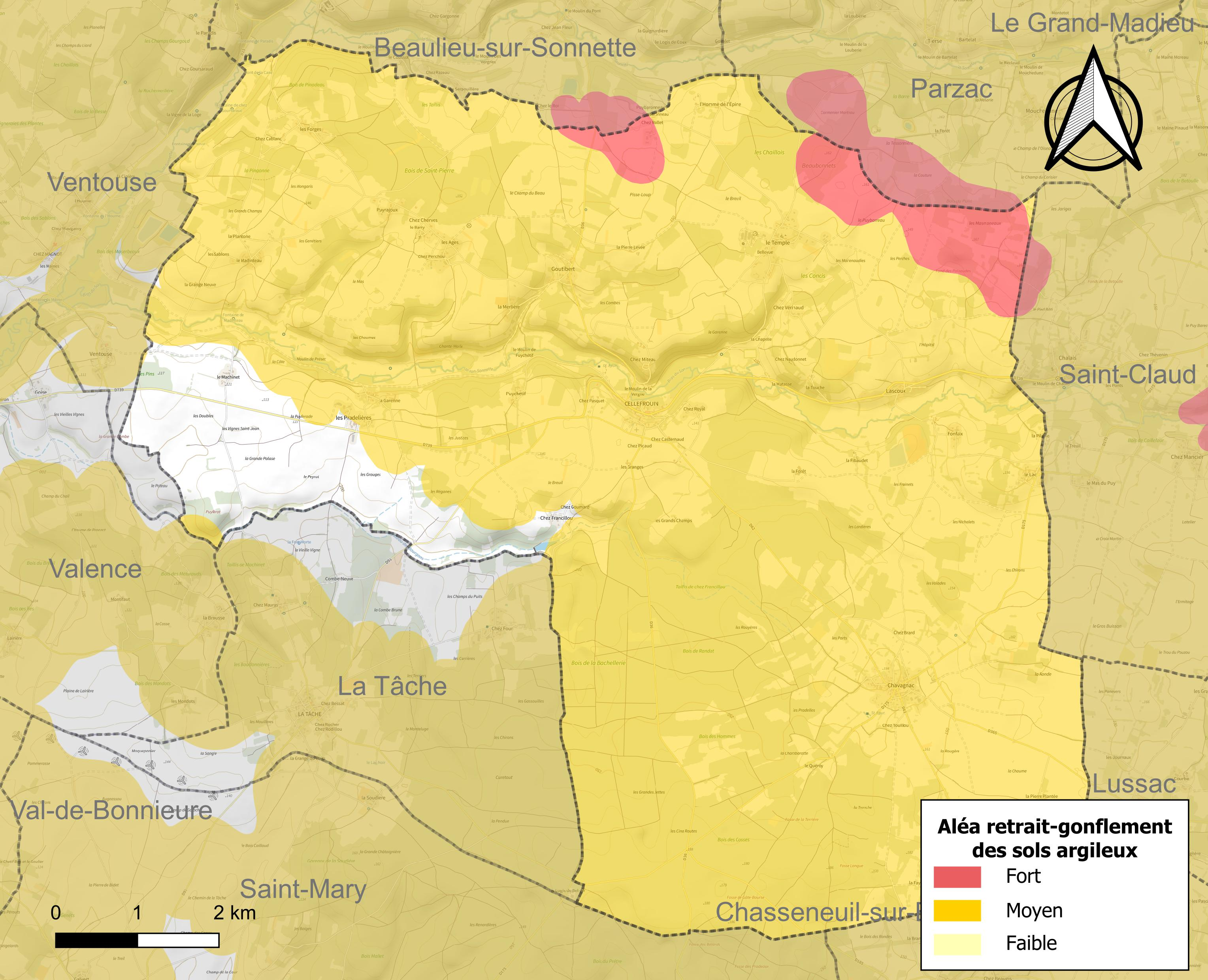
Carte des zones d'aléa retrait-gonflement des sols argileux de Cellefrouin.

Le retrait-gonflement des sols argileux est susceptible d'engendrer des dommages importants aux bâtiments en cas d’alternance de périodes de sécheresse et de pluie. 92,8 % de la superficie communale est en aléa moyen ou fort (67,4 % au niveau départemental et 48,5 % au niveau national). Sur les 422 bâtiments dénombrés sur la commune en 2019,  410 sont en aléa moyen ou fort, soit 97 %, à comparer aux 81 % au niveau départemental et 54 % au niveau national. Une cartographie de l'exposition du territoire national au retrait gonflement des sols argileux est disponible sur le site du BRGM,.
Par ailleurs, afin de mieux appréhender le risque d’affaissement de terrain, l'inventaire national des cavités souterraines permet de localiser celles situées sur la commune.
La commune a été reconnue en état de catastrophe naturelle au titre des dommages causés par les inondations et coulées de boue survenues en 1982, 1983 et 1999. Concernant les mouvements de terrains, la commune a été reconnue en état de catastrophe naturelle au titre des dommages causés par la sécheresse en 2005 et par des mouvements de terrain en 1999.

## Toponymie
Les formes anciennes sont Cellam Fruinensem en 1025-1028, Cellae Fruini en 1110, Cella Froyni en 1197, Cella Froino en 1032.
L'abbaye fut fondée vers 1025 par l'évêque de Périgueux avec l'aide de plusieurs habitants, dont un nommé Frouin, sans doute un seigneur local, qui donna son nom au monastère (cella),. L'abbé Rousselot émet l'hypothèse que le village existait peut-être avant le XIe siècle, sous le nom de Celle. Au début du XXe siècle, on l’appelait encore dans la région de ce seul nom.

### Limite dialectale
Linguistiquement, la commune est située dans le dialecte marchois qui est considéré comme une langue d'oc, et marque la limite avec la langue d'oïl (à l'ouest),. Son nom est Cela Froïn en occitan.

## Histoire
L'ancienne voie romaine d'Angoulême à Argenton traversait la commune du sud-ouest au nord-est, et des traces en ont été retrouvées au pont du Grand Peyrat sur un ruisseau, en limite avec la commune de La Tâche. La voie traversait le Son près du bourg. Perpendiculairement, au sud de la commune et dans le bois de Bel-Air, passait une autre voie romaine, entre Chassenon et la Terne.
Le bourg de Cellefrouin doit probablement son existence au monastère qui y fut fondé, vers l'an 1025 par Arnauld de Vitabre, évêque de Périgueux.
Au cours du Moyen Âge, Cellefrouin se trouvait, avec Sainte-Colombe et Le Grand-Madieu, sur un itinéraire secondaire est-ouest fréquenté par les pèlerins qui allaient au sanctuaire de Saint-Jacques-de-Compostelle et aux reliques de saint Eutrope à Saintes.
Une petite commanderie templière, dite du Breuil, avait été implantée près du lieu-dit actuel du Temple, puis a été rattachée au XIVe siècle sous les Hospitaliers à la commanderie de Villegats.
Cellefrouin était également le siège d'une châtellenie qui, vers la fin du XIIe siècle, appartenait à la puissante maison de La Rochefoucauld. Au XVIe siècle cette châtellenie comprenait les paroisses de Cellefrouin, La Tâche, Beaulieu et Ventouse. À cette époque, Louis Prévost de Sansac acquit les deux tiers de la châtellenie par un échange avec Louis de La Rochefoucauld, seigneur de Montendre. Dès lors, Cellefrouin ne fut plus qu'une dépendance de Sansac.
L'état des paroisses de 1686 nous apprend que madame de Besse, comtesse de Sansac, est dame de cette paroisse de 318 feux où sont produits du grain et des châtaignes et où se pratique l'élevage.
Une ancienne coutume a existé parmi les habitants depuis le Moyen Âge jusqu'à la Révolution. Chaque année, le jour de la Pentecôte, un habitant était élu baron et placé au milieu d'une table au fond de la halle. Il était accusé « d'avoir porté de l'eau dans une plaine à l'aide d'un crible, afin d'y faire noyer les lièvres, et d'avoir fait brûler les poissons dans la rivière. » On le jetait alors dans le Son, et une fois sorti de l'eau, il était dédommagé de trois livres pour sa peine. Il distribuait aussi des bouquets aux spectateurs, qui devaient le rémunérer. Ceux qui refusaient étaient aussi jetés à l'eau. Cette étrange coutume avait été condamnée par plusieurs arrêtés du Parlement, en particulier celui du 4 mai 1781 qui donnait des peines sévères aux contrevenants.

## Administration

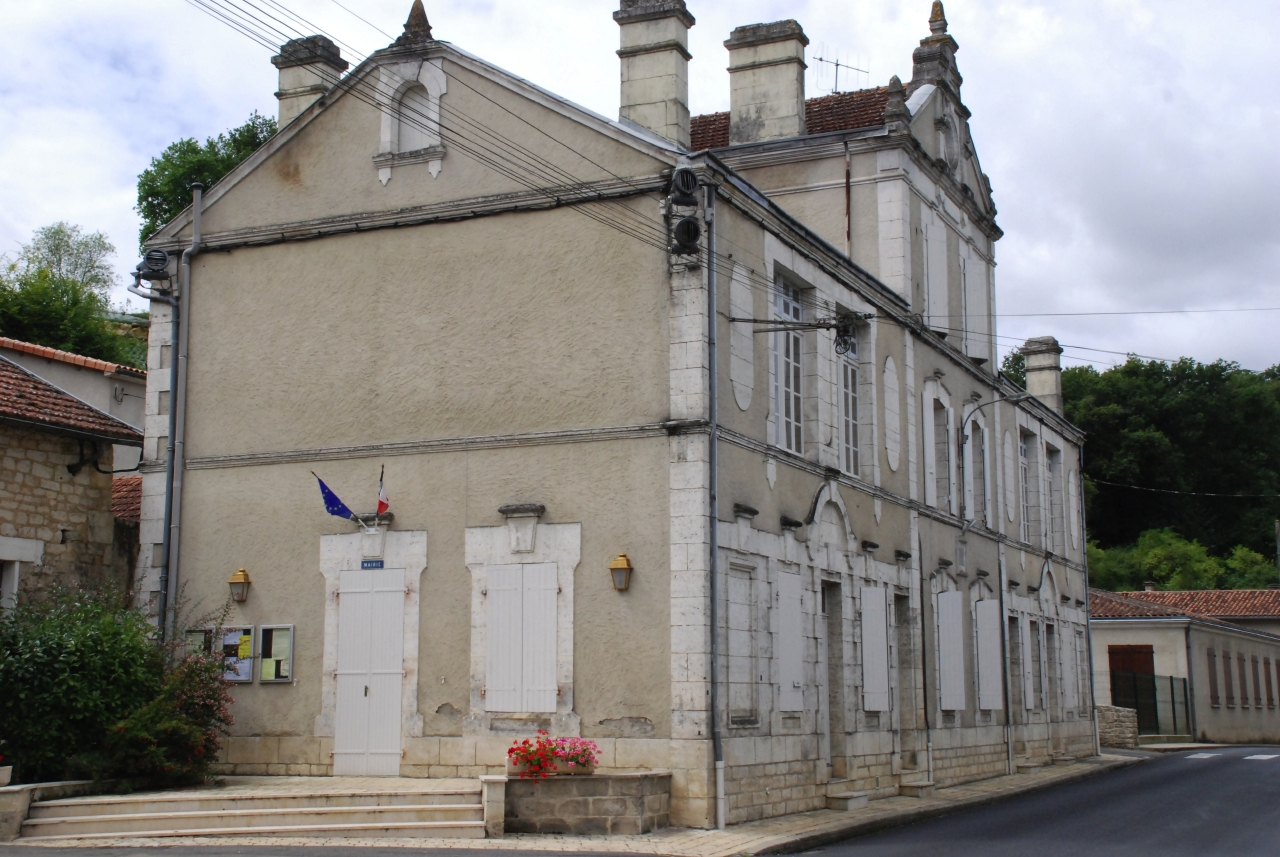
La mairie.

| Période                                  | Période  | Identité            | Étiquette | Qualité                       |
| ---------------------------------------- | -------- | ------------------- | --------- | ----------------------------- |
| maire en 1945                            | ?        | Marcel Bisserier    | PCF       | Cultivateur                   |
| Les données manquantes sont à compléter. |          |                     |           |                               |
| 2001                                     | 2005     | André Moreau        |           |                               |
| 2005                                     | 2020     | Jean Damerose       | SE        | Retraité directeur commercial |
| 2020                                     | En cours | Marie-Annick Perche | SE        |                               |

## Démographie

### Évolution démographique
L'évolution du nombre d'habitants est connue à travers les recensements de la population effectués dans la commune depuis 1793. Pour les communes de moins de 10 000 habitants, une enquête de recensement portant sur toute la population est réalisée tous les cinq ans, les populations de référence des années intermédiaires étant quant à elles estimées par interpolation ou extrapolation. Pour la commune, le premier recensement exhaustif entrant dans le cadre du nouveau dispositif a été réalisé en 2004.

En 2022, la commune comptait 579 habitants, en évolution de +0,7 % par rapport à 2016 (Charente : −0,48 %, France hors Mayotte : +2,11 %).
| 1793  | 1800  | 1806  | 1821  | 1831  | 1841  | 1846  | 1851  | 1856  |
| ----- | ----- | ----- | ----- | ----- | ----- | ----- | ----- | ----- |
| 1 628 | 1 819 | 1 934 | 2 018 | 2 043 | 2 069 | 2 117 | 2 091 | 2 008 |

| 1861  | 1866  | 1872  | 1876  | 1881  | 1886  | 1891  | 1896  | 1901  |
| ----- | ----- | ----- | ----- | ----- | ----- | ----- | ----- | ----- |
| 2 047 | 1 821 | 1 750 | 1 805 | 1 777 | 1 720 | 1 674 | 1 616 | 1 586 |

| 1906  | 1911  | 1921  | 1926  | 1931  | 1936  | 1946 | 1954 | 1962 |
| ----- | ----- | ----- | ----- | ----- | ----- | ---- | ---- | ---- |
| 1 544 | 1 559 | 1 199 | 1 140 | 1 125 | 1 098 | 958  | 907  | 840  |

| 1968 | 1975 | 1982 | 1990 | 1999 | 2004 | 2006 | 2009 | 2014 |
| ---- | ---- | ---- | ---- | ---- | ---- | ---- | ---- | ---- |
| 730  | 593  | 580  | 563  | 508  | 500  | 494  | 551  | 569  |

| 2019 | 2022 | - | - | - | - | - | - | - |
| ---- | ---- | - | - | - | - | - | - | - |
| 565  | 579  | - | - | - | - | - | - | - |

### Pyramide des âges
La population de la commune est relativement âgée.
En 2018, le taux de personnes d'un âge inférieur à 30 ans s'élève à 28,5 %, soit en dessous de la moyenne départementale (30,2 %). À l'inverse, le taux de personnes d'âge supérieur à 60 ans est de 35,4 % la même année, alors qu'il est de 32,3 % au niveau départemental.
En 2018, la commune comptait 292 hommes pour 276 femmes, soit un taux de 51,41 % d'hommes, largement supérieur au taux départemental (48,41 %).
Les pyramides des âges de la commune et du département s'établissent comme suit.
| Hommes | Classe d’âge | Femmes |
| ------ | ------------ | ------ |
| 1,0    | 90 ou +      | 2,5    |
| 11,4   | 75-89 ans    | 10,5   |
| 22,8   | 60-74 ans    | 22,5   |
| 20,7   | 45-59 ans    | 22,9   |
| 15,9   | 30-44 ans    | 12,7   |
| 12,1   | 15-29 ans    | 11,6   |
| 16,2   | 0-14 ans     | 17,1   |

| Hommes | Classe d’âge | Femmes |
| ------ | ------------ | ------ |
| 1      | 90 ou +      | 2,7    |
| 9,2    | 75-89 ans    | 12     |
| 20,6   | 60-74 ans    | 21,3   |
| 20,7   | 45-59 ans    | 20,3   |
| 16,8   | 30-44 ans    | 16     |
| 15,6   | 15-29 ans    | 13,4   |
| 16,1   | 0-14 ans     | 14,3   |

## Équipements, services et vie locale

### Enseignement
L'école est un RPI entre Cellefrouin et Saint-Mary. Cellefrouin accueille l'école primaire, et Saint-Mary l'école élémentaire.

## Lieux et monuments

### Église Saint-Nicolas

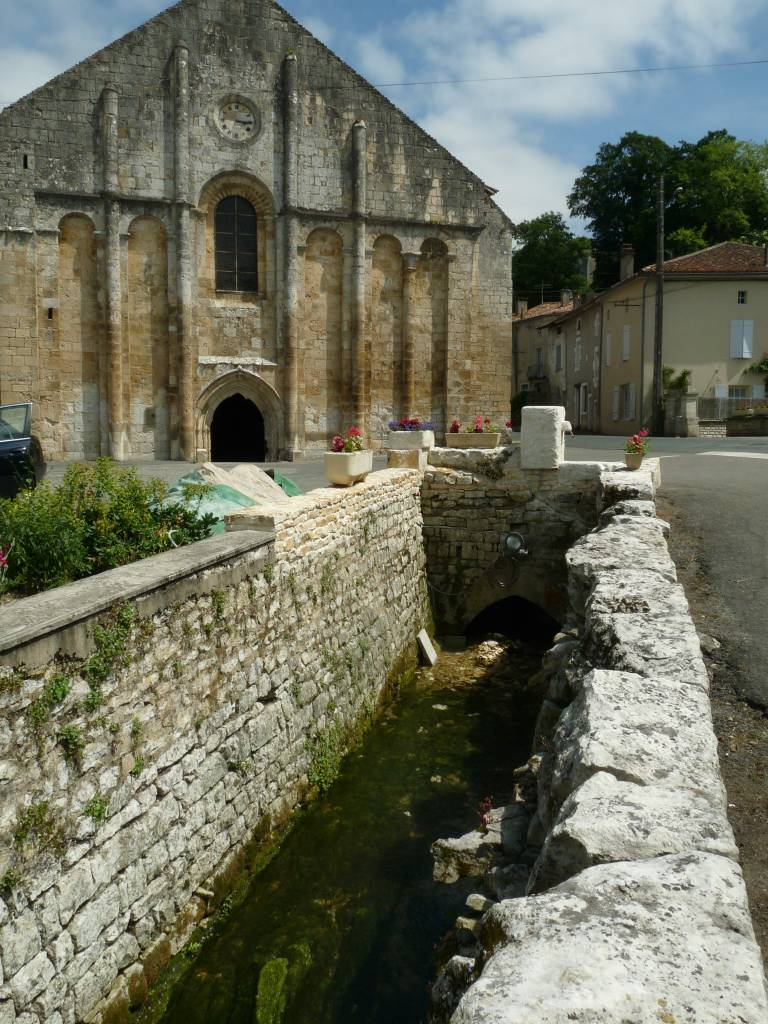
Façade de l'église et fontaine.

L'église paroissiale Saint-Nicolas (également abbatiale Saint-Pierre), avec sa façade, est la plus ancienne de tout l'Angoumois, avec sa voûte du XIe siècle, sa coupole du XVIIe siècle; classée monument historique depuis 1907.

### Lanterne des morts

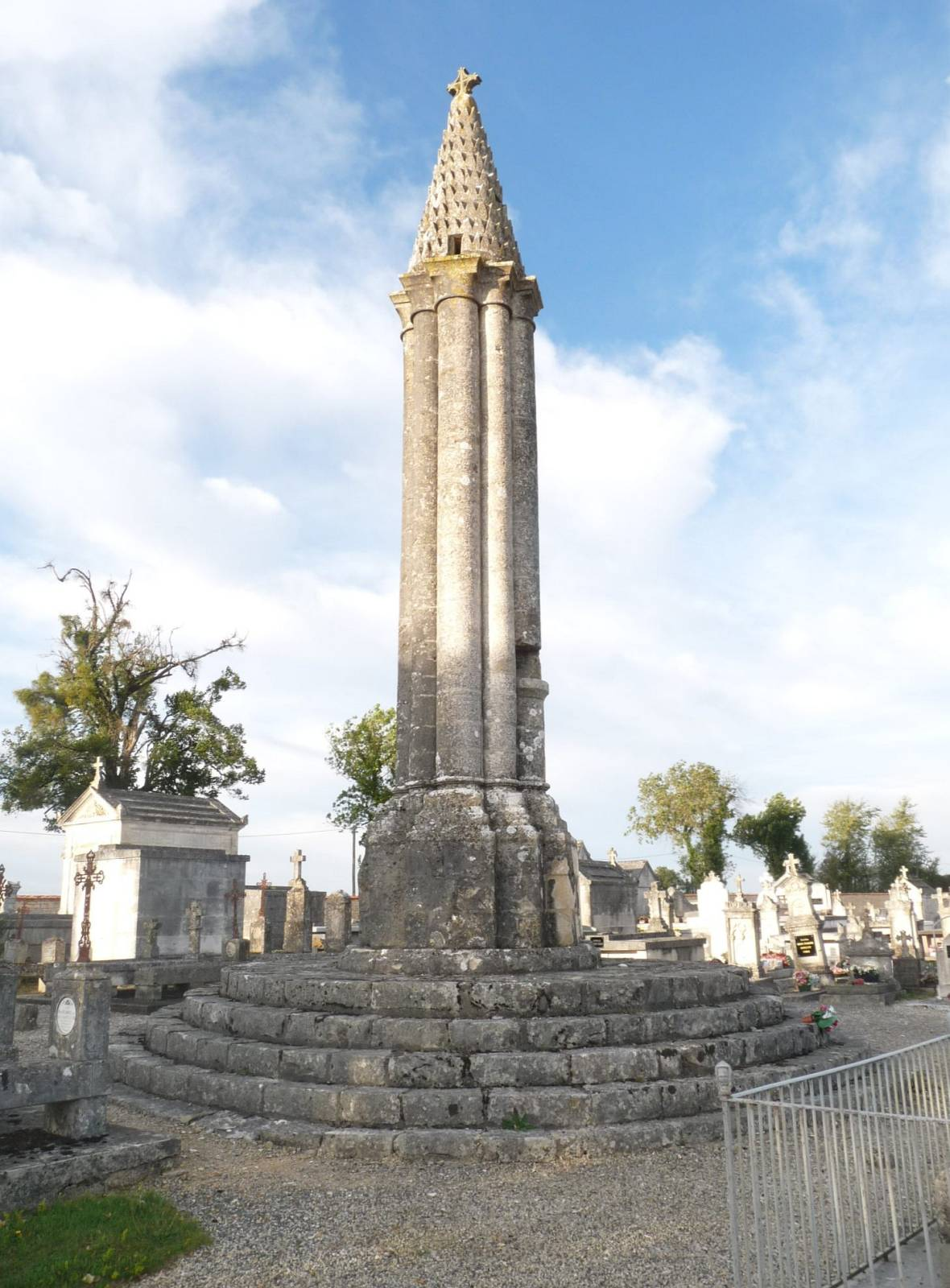
Lanterne des morts.

La lanterne des morts de Cellefrouin est une lanterne des morts située dans le cimetière de Cellefrouin, en haut du bourg, et elle représente le monument de ce genre le plus parfait en France.
Ce petit monument, qui date du XIIe siècle, a environ douze mètres de hauteur. Il se compose d'un faisceau de huit colonnes dont quatre grosses et quatre plus petites. Ces colonnes sont supportées par un piédestal, qui repose sur un soubassement de cinq gradins. Une particularité très rare de l'édifice consiste en ce que les bases des colonnes sont munies de griffes. Les colonnes sont surmontées de huit assises en retrait, couronnées de dents triangulaires. La dernière assise consiste en une boule, qui supportait une croix, aujourd'hui brisée.
Le cône supérieur est percé de quatre petites fenêtres rectangulaires, destinées à laisser rayonner autour de l'édifice la lumière du fanal. Vers le milieu du cône, on voit une cinquième ouverture, plus petite que les précédentes.
Elle est classée monument historique depuis 1886.
- Voir les photos sur la lanterne des morts de Cellefrouin sur Commons

## Personnalités liées à la commune
- Colonel Jean Neuville, combattant guerre de 1914-1918, maire de Cellefroin après sa retraite. Époux de Cynthia Orticoni, infirmière major aux Armées pendant la guerre de 1914-1918, représentante d'une des plus anciennes familles de la noblesse de Corse[42].